# Conizonia
Conizonia – rodzaj chrząszczy z rodziny kózkowatych i podrodziny zgrzypikowych.

## Zasięg występowania
Przedstawiciele tego rodzaju występują w Afryce Północnej oraz Azji Zachodniej.

## Systematyka
Do Conizonia należy 10 gatunków i 2 podrodzaje:
- Podrodzaj: Conizonia Fairmaire, 1868
  - Conizonia allardi
  - Conizonia aresteni
  - Conizonia detrita
  - Conizonia guerini
  - Conizonia mounai
  - Conizonia simia
  - Conizonia warnieri
- Podrodzaj: Conizonioides Özdikmen, 2015
  - Conizonia anularis
  - Conizonia georgiana
  - Conizonia kalashiani